# Bäst när det gäller
Bäst när det gäller är en svensk dokumentärserie som hade premiär på SVT Play den 28 september 2023. Säsongen består av fem avsnitt om vardera cirka en timma. Seriens tredje säsong består av fyra avsnitt och har premiär på SVT Play den 12 maj 2024.

## Handling
Serien andra säsong kretsar kring det svenska skidskyttelandslaget i medgång och motgång på träning och på tävling. Dokumentären har följt skidskyttarna under säsongen 2022/2023 och särskilt dess höjdpunkt VM i tyska Oberhof.
Seriens tredje säsong kretsar kring de svenska friidrottarna och följer dem bland annat vid inomhus-EM i Istanbul, tävlingsförberedelserna i Albufeira, Portugal och VM i Budapest.

## Medverkande (i urval)
- Hanna Öberg
- Elvira Öberg
- Linn Persson
- Sebastian Samuelsson
- Martin Ponsiluoma